# چارلی سترتوایت
چارلی سترتوایت (انگلیسی: Charlie Satterthwaite; ۲ مارس ۱۸۷۷ – ۲۵ مهٔ ۱۹۴۸) بازیکن فوتبال اهل بریتانیا بود.
از باشگاه‌هایی که در آن بازی کرده‌است می‌توان به باشگاه فوتبال وستهام یونایتد، باشگاه فوتبال آرسنال، باشگاه فوتبال گیلینگام، باشگاه فوتبال لیورپول، و باشگاه فوتبال بری اشاره کرد.